# LPXN
LPXN (англ. Leupaxin) – білок, який кодується однойменним геном, розташованим у людей на короткому плечі 11-ї хромосоми. Довжина поліпептидного ланцюга білка становить 386 амінокислот, а молекулярна маса — 43 332.
| 10         |  | 20         |  | 30         |  | 40         |  | 50         |
| ---------- |  | ---------- |  | ---------- |  | ---------- |  | ---------- |
| MEELDALLEE |  | LERSTLQDSD |  | EYSNPAPLPL |  | DQHSRKETNL |  | DETSEILSIQ |
| DNTSPLPAQL |  | VYTTNIQELN |  | VYSEAQEPKE |  | SPPPSKTSAA |  | AQLDELMAHL |
| TEMQAKVAVR |  | ADAGKKHLPD |  | KQDHKASLDS |  | MLGGLEQELQ |  | DLGIATVPKG |
| HCASCQKPIA |  | GKVIHALGQS |  | WHPEHFVCTH |  | CKEEIGSSPF |  | FERSGLAYCP |
| NDYHQLFSPR |  | CAYCAAPILD |  | KVLTAMNQTW |  | HPEHFFCSHC |  | GEVFGAEGFH |
| EKDKKPYCRK |  | DFLAMFSPKC |  | GGCNRPVLEN |  | YLSAMDTVWH |  | PECFVCGDCF |
| TSFSTGSFFE |  | LDGRPFCELH |  | YHHRRGTLCH |  | GCGQPITGRC |  | ISAMGYKFHP |
| EHFVCAFCLT |  | QLSKGIFREQ |  | NDKTYCQPCF |  | NKLFPL     |  |            |

A: Аланін

C: Цистеїн

D: Аспарагінова кислота

E: Глутамінова кислота

F: Фенілаланін

G: Гліцин

H: Гістидин

I: Ізолейцин

K: Лізин

L: Лейцин

M: Метіонін

N: Аспарагін

P: Пролін

Q: Глутамін

R: Аргінін

S: Серин

T: Треонін

V: Валін

W: Триптофан

Кодований геном білок за функціями належить до активаторів, фосфопротеїнів. 
Задіяний у таких біологічних процесах, як клітинна адгезія, транскрипція, регуляція транскрипції, ацетилювання, альтернативний сплайсинг. 
Білок має сайт для зв'язування з іонами металів, іоном цинку. 
Локалізований у клітинній мембрані, цитоплазмі, ядрі, мембрані, клітинних контактах, клітинних відростках.